# Рајнаау (Баден)
Рајнаау (њем. Rheinau) град је у њемачкој савезној држави Баден-Виртемберг. Једно је од 51 општинског средишта округа Ортенау. Према процјени из 2010. у граду је живјело 11.208 становника. Посједује регионалну шифру (AGS) 8317153.

## Географски и демографски подаци
Рајнаау се налази у савезној држави Баден-Виртемберг у округу Ортенау. Град се налази на надморској висини од 130 метара. Површина општине износи 73,5 km². У самом граду је, према процјени из 2010. године, живјело 11.208 становника. Просјечна густина становништва износи 152 становника/km².